# Baksa (keresztnév)
A Baksa régi magyar személynévből származó férfikeresztnév. Feltehetően szláv eredetű, és az Isten jelentésű Bog névelem származéka. Egyesek szerint török származású név, mások szerint a magyar bak szóval van kapcsolatban; azonban ezek a feltevések nem megalapozottak.

## Névváltozatok
- Bakács[1]

## Gyakorisága
Az 1990-es években szórványosan fordult elő, a 2000-es években nem szerepel a 100 leggyakoribb férfinév között.

## Névnapok
- március 29.[2]
- október 7.[2]